# Kepler-90e
Kepler-90e je egzoplanet u orbiti oko zvijezde sličnu Suncu Kepler-90, udaljene 2545 svjetlosnih godina, u zviježđu Zmaj. Otkriven je 23. listopada 2013., a otkrio ga je Svemirski teleskop Kepler.